# Макс Мирни
Максим Мирни (блр. Максім Мірны, Макс Мірны; рођен 6. јула 1977. у Минску, Белорусија) је бивши белоруски тенисер, који је био на првом месту АТП листе за играче у конкуренцији парова. Освојио је десет гренд слем трофеја у паровима и четири у мешовитим парова. Са Викторијом Азаренком је дошао до златне медаље на Летњим олимпијским играма 2012. у Лондону.
У појединачној конкуренцији је дошао до 18. места на ранг листи, освојио један трофеј и дошао до финала на турниру из АТП Мастерс 1000 серије у Штутгарту 2001. године. Каријеру је завршио у новембру 2018, после 22 године бављења професионалним тенисом.

## Гренд слем финала

### Парови: 10 (6–4)
| Исход     | Бр. | Година | Турнир          | Подлога | Партнер        | Противници                  | Резултат                |
| --------- | --- | ------ | --------------- | ------- | -------------- | --------------------------- | ----------------------- |
| Победник  | 1.  | 2000.  | ОП САД          | Тврда   | Лејтон Хјуит   | Елис Фереира Рик Лич        | 6–4, 5–7, 7–6(7–5)      |
| Победник  | 2.  | 2002.  | ОП САД (2)      | Тврда   | Махеш Бупати   | Јиржи Новак Радек Штјепанек | 6–3, 3–6, 6–4           |
| Финалиста | 1.  | 2003.  | Вимблдон        | Трава   | Махеш Бупати   | Јонас Бјеркман Тод Вудбриџ  | 6–3, 3–6, 6–7(4–7), 3–6 |
| Победник  | 3.  | 2005.  | Ролан Гарос     | Шљака   | Јонас Бјеркман | Боб Брајан Мајк Брајан      | 2–6, 6–1, 6–4           |
| Финалиста | 2.  | 2005.  | ОП САД          | Тврда   | Јонас Бјеркман | Боб Брајан Мајк Брајан      | 1–6, 4–6                |
| Победник  | 4.  | 2006.  | Ролан Гарос (2) | Шљака   | Јонас Бјеркман | Боб Брајан Мајк Брајан      | 6–7(5–7), 6–4, 7–5      |
| Финалиста | 3.  | 2006.  | ОП САД (2)      | Тврда   | Јонас Бјеркман | Мартин Дам Леандер Паес     | 7–6(7–5), 4–6, 3–6      |
| Финалиста | 4.  | 2007.  | ОП Аустралије   | Тврда   | Јонас Бјеркман | Боб Брајан Мајк Брајан      | 5–7, 5–7                |
| Победник  | 5.  | 2011.  | Ролан Гарос (3) | Шљака   | Данијел Нестор | Хуан С. Кабал Едуардо Шванк | 7–6(7–3), 3–6, 6–4      |
| Победник  | 6.  | 2012.  | Ролан Гарос (4) | Шљака   | Данијел Нестор | Боб Брајан Мајк Брајан      | 6–4, 6–4                |

### Мешовити парови: 8 (4–4)
| Исход     | Бр. | Година | Турнир            | Подлога | Партнерка          | Противници                       | Резултат           |
| --------- | --- | ------ | ----------------- | ------- | ------------------ | -------------------------------- | ------------------ |
| Победник  | 1.  | 1998.  | Вимблдон          | Трава   | Серена Вилијамс    | Махеш Бупати Мирјана Лучић       | 6–4, 6–4           |
| Победник  | 2.  | 1998.  | ОП САД            | Тврда   | Серена Вилијамс    | Патрик Галбрајт Лиса Рејмонд     | 6–2, 6–2           |
| Финалиста | 1.  | 1999.  | ОП Аустралије     | Тврда   | Серена Вилијамс    | Дејвид Адамс Маријан де Свард    | 4–6, 6–4, 6–7(5–7) |
| Финалиста | 2.  | 2000.  | ОП САД            | Тврда   | Ана Курњикова      | Џаред Палмер Аранча Санчез       | 4–6, 3–6           |
| Финалиста | 3.  | 2007.  | ОП Аустралије (2) | Тврда   | Викторија Азаренка | Данијел Нестор Јелена Лиховцева  | 4–6, 4–6           |
| Победник  | 3.  | 2007.  | ОП САД (2)        | Тврда   | Викторија Азаренка | Леандер Паес Меган Шонеси        | 6–4, 7–6(8–6)      |
| Победник  | 4.  | 2013.  | ОП САД (3)        | Тврда   | Андреа Хлавачкова  | Сантијаго Гонзалез Абигејл Спирс | 7–6(7–5), 6–3      |
| Финалиста | 4.  | 2014.  | Вимблдон          | Трава   | Чан Хао-чинг       | Ненад Зимоњић Саманта Стосур     | 6–4, 6–2           |

## Финала завршног првенства сезоне

### Парови: 4 (2–2)
| Исход     | Бр. | Година | Турнир | Подлога   | Партнер        | Противници                           | Резултат      |
| --------- | --- | ------ | ------ | --------- | -------------- | ------------------------------------ | ------------- |
| Победник  | 1.  | 2006.  | Шангај | Тврда (д) | Јонас Бјеркман | Марк Ноулс Данијел Нестор            | 6–2, 6–4      |
| Финалиста | 1.  | 2009.  | Лондон | Тврда (д) | Енди Рам       | Боб Брајан Мајк Брајан               | 6–7(5–7), 3–6 |
| Финалиста | 2.  | 2010.  | Лондон | Тврда (д) | Махеш Бупати   | Данијел Нестор Ненад Зимоњић         | 6–7(6–8), 4–6 |
| Победник  | 2.  | 2011.  | Лондон | Тврда (д) | Данијел Нестор | Маријуш Фирстенберг Марћин Матковски | 7–5, 6–3      |

## Мечеви за олимпијске медаље

### Мешовити парови: 1 (1–0)
| Медаља | Година | Турнир       | Подлога | Партнерка          | Противници            | Резултат         |
| ------ | ------ | ------------ | ------- | ------------------ | --------------------- | ---------------- |
| Злато  | 2012.  | ОИ у Лондону | Трава   | Викторија Азаренка | Енди Мари Лора Робсон | 2–6, 6–3, [10–8] |

## Финала АТП мастерс 1000 серије

### Појединачно: 1 (0–1)
| Исход     | Бр. | Година | Турнир   | Подлога   | Противник | Резултат      |
| --------- | --- | ------ | -------- | --------- | --------- | ------------- |
| Финалиста | 1.  | 2001.  | Штутгарт | Тврда (д) | Томи Хас  | 2–6, 2–6, 2–6 |

### Парови: 29 (16–13)
| Исход     | Бр. | Година | Турнир           | Подлога   | Партнер        | Противници                   | Резултат                |
| --------- | --- | ------ | ---------------- | --------- | -------------- | ---------------------------- | ----------------------- |
| Победник  | 1.  | 2000.  | Париз            | Тепих (д) | Никлас Култи   | Паул Хархојс Данијел Нестор  | 6–4, 7–5                |
| Победник  | 2.  | 2001.  | Штутгарт         | Тврда (д) | Сандон Стол    | Елис Фереира Џеф Таранго     | 7–6(7–0), 7–6(7–4)      |
| Финалиста | 1.  | 2002.  | Индијан Велс     | Тврда     | Роџер Федерер  | Марк Ноулс Данијел Нестор    | 4–6, 4–6                |
| Финалиста | 2.  | 2002.  | Синсинати        | Тврда     | Махеш Бупати   | Џејмс Блејк Тод Мартин       | 5–7, 3–6                |
| Финалиста | 3.  | 2002.  | Мадрид           | Тврда (д) | Махеш Бупати   | Марк Ноулс Данијел Нестор    | 3–6, 5–7, 0–6           |
| Победник  | 3.  | 2003.  | Мајами           | Тврда     | Роџер Федерер  | Леандер Паес Давид Рикл      | 7–5, 6–3                |
| Победник  | 4.  | 2003.  | Монте Карло      | Шљака     | Махеш Бупати   | Микаел Љодра Фабрис Санторо  | 6–4, 3–6, 7–6(8–6)      |
| Финалиста | 4.  | 2003.  | Хамбург          | Шљака     | Махеш Бупати   | Марк Ноулс Данијел Нестор    | 4–6, 6–7(10–12)         |
| Победник  | 5.  | 2003.  | Монтреал         | Тврда     | Махеш Бупати   | Јонас Бјеркман Тод Вудбриџ   | 6–3, 7–6(7–4)           |
| Победник  | 6.  | 2003.  | Мадрид           | Тврда (д) | Махеш Бупати   | Вејн Блек Кевин Улијет       | 6–2, 2–6, 6–3           |
| Победник  | 7.  | 2004.  | Рим              | Шљака     | Махеш Бупати   | Вејн Артурс Пол Хенли        | 2–6, 6–3, 6–4           |
| Финалиста | 5.  | 2004.  | Торонто          | Тврда     | Јонас Бјеркман | Махеш Бупати Леандер Паес    | 4–6, 2–6                |
| Победник  | 8.  | 2005.  | Мајами (2)       | Тврда     | Јонас Бјеркман | Вејн Блек Кевин Улијет       | 6–1, 6–2                |
| Победник  | 9.  | 2005.  | Хамбург          | Шљака     | Јонас Бјеркман | Микаел Љодра Фабрис Санторо  | 4–6, 7–6(7–2), 7–6(7–3) |
| Победник  | 10. | 2005.  | Синсинати        | Тврда     | Јонас Бјеркман | Вејн Блек Кевин Улијет       | 7–6(7–3), 6–2           |
| Победник  | 11. | 2006.  | Мајами (3)       | Тврда     | Јонас Бјеркман | Боб Брајан Мајк Брајан       | 6–4, 6–4                |
| Победник  | 12. | 2006.  | Монте Карло (2)  | Шљака     | Јонас Бјеркман | Фабрис Санторо Ненад Зимоњић | 6–2, 7–6(7–2)           |
| Победник  | 13. | 2006.  | Синсинати (2)    | Тврда     | Јонас Бјеркман | Боб Брајан Мајк Брајан       | 3–6, 6–3, [10–7]        |
| Финалиста | 6.  | 2009.  | Индијан Велс (2) | Тврда     | Енди Рам       | Марди Фиш Енди Родик         | 6–3, 1–6, [12–14]       |
| Победник  | 14. | 2009.  | Мајами (4)       | Тврда     | Енди Рам       | Ешли Фишер Стивен Хас        | 6–7(4–7), 6–2, [10–7]   |
| Финалиста | 7.  | 2009.  | Монтреал (2)     | Тврда     | Енди Рам       | Махеш Бупати Марк Ноулс      | 4–6, 3–6                |
| Финалиста | 8.  | 2010.  | Мајами           | Тврда     | Махеш Бупати   | Лукаш Длухи Леандер Паес     | 2–6, 5–7                |
| Финалиста | 9.  | 2010.  | Монте Карло      | Шљака     | Махеш Бупати   | Данијел Нестор Ненад Зимоњић | 3–6, 0–2 (предаја)      |
| Финалиста | 10. | 2010.  | Синсинати (2)    | Тврда     | Махеш Бупати   | Боб Брајан Мајк Брајан       | 3–6, 4–6                |
| Победник  | 15. | 2010.  | Париз (2)        | Тврда (д) | Махеш Бупати   | Марк Ноулс Енди Рам          | 7–5, 7–5                |
| Финалиста | 11. | 2011.  | Мајами (2)       | Тврда     | Данијел Нестор | Махеш Бупати Леандер Паес    | 7–6(7–5), 2–6, [5–10]   |
| Победник  | 16. | 2011.  | Шангај           | Тврда     | Данијел Нестор | Микаел Љодра Ненад Зимоњић   | 3–6, 6–1, [12–10]       |
| Финалиста | 12. | 2012.  | Мајами (3)       | Тврда     | Данијел Нестор | Леандер Паес Радек Штјепанек | 6–3, 1–6, [8–10]        |
| Финалиста | 13. | 2012.  | Монте Карло (2)  | Шљака     | Данијел Нестор | Боб Брајан Мајк Брајан       | 2–6, 3–6                |